# Yōko Akino
Yōko Akino (秋野 暢子, Yōko Akino), née Yōko Tashiro (田代 暢子, Tashiro Yōko), le 18 janvier 1957 à Osaka au Japon, est une actrice japonaise.

## Filmographie

### Cinéma
- 2001 : Hush! (ハッシュ!?) de Ryōsuke Hashiguchi : Yoko Kurita
- 2014 : The Snow White Murder Case (白ゆき姫殺人事件, Shirayuki hime satsujin jiken?) de Yoshihiro Nakamura : la mère de Miki
- 2017 : Shashin kōshi-en 0.5 byō no natsu (写真甲子園 0.5秒の夏?) de Hiroshi Sugawara : Eiko

### Télévision
- 2016 : Toto neechan[1] : Matsu Morita